# Fisher Price
Fisher Price és una companyia en jocs i joguines. Fundada el 1930, és propietat de Mattel des del 1997, quan va reforçar la línia dirigida a joguines per a l'educació infantil. Ha comercialitzat més de 5000 productes diferents, dels quals cal destacar els següents:
- Els ninos i accessoris de Little People
- Els cotxes Hot Wheels
- View-Master, un visor de 3D
- El marxandatge relacionat amb The Muppets
- Patins infantils
- Joguines inspirades en la sèrie de televisió de preescolar Mickey Mouse Clubhouse